# 阿維蘭奇岩
66°31′S 98°2′E / 66.517°S 98.033°E
阿維蘭奇岩是南極洲的岩石，位於梅爾巴半島西部，處於迪萊角和瓊斯岩之間，海拔高度185米，在1912年9月由澳大利亞探險家率領的探險隊發現。